# شيناي بيري
شيناي بيري (بالإنجليزية: Shenay Perry)‏ مواليد 6 يوليو 1984، في واشنطن العاصمة، هي لاعبة كرة مضرب أمريكية سابقة بدأت مسيرتها كمحترفة سنة 2000 وكانت تلعب باليد اليمنى، اعتزلت اللعب في سبتمبر عام 2010. أعلى تصنيف لها في الفردي كان المركز الـ 40 في سنة 2006. أعلى تصنيف لها في الزوجي كان المركز الـ 97 في سنة 2003.

## روابط خارجية
- شيناي بيري على موقع رابطة محترفات التنس (الإنجليزية)
- شيناي بيري على موقع الاتحاد الدولي لكرة المضرب (الإنجليزية)
- شيناي بيري على موقع كأس بيلي جين كينغ (الإنجليزية)
- شيناي بيري على موقع خلاصة التنس.كوم (الإنجليزية)
- شيناي بيري على موقع إي إس بي إن.كوم (الإنجليزية)